# Podleśniczy
Podleśniczy – pracownik Służby Leśnej w Lasach Państwowych, podległy bezpośrednio leśniczemu. Obszar, za który odpowiada podleśniczy, ustala leśniczy. Może to być teren całego leśnictwa bądź też jego część. Zakres obowiązków podleśniczego określa instrukcja służbowa. Podleśniczy bywa potocznie nazywany gajowym, co jest błędne w świetle rozdzielnego traktowania tych stanowisk w wykazie stanowisk Służby Leśnej.